# Instytut Urologiczny Vattikuti
Instytut Urologiczny Vattikuti (Vattikuti Urology Institute) jest amerykańskim ośrodkiem klinicznym i badawczym w dziedzinie urologii. Ustanowiony został w 2001 roku na terenie szpitala Henry'ego Forda (Henry Ford Hospital) w Detroit. Instytut jako jeden z pierwszych na świecie ustanowił zabieg z użyciem robota Da Vinci jako standard w operacyjnym leczeniu raka prostaty. 
Doświadczenie ośrodka to ponad 5000 zabiegów z użyciem robota. VUI stanowi jeden z największych ośrodków urologicznych w USA. Świadczy opiekę ok. 50 000 pacjentom z 25 krajów rocznie.
Instytutem od jego utworzenia kieruje dr Mani Menon.

## Prostatektomia "VIP" i zabiegi przy użyciu robota
VUI jest czołowym ośrodkiem jeśli chodzi o zabiegi z użyciem robota w zakresie operacji prostaty i innych operacji w urologii. Minimalnie inwazyjne zabiegi w VUI wykonywane są przy użyciu robota Da Vinci. Zabieg z użyciem robota umożliwia minimalną inwazyjność, większą prezycję, krótszy pobyt w szpitalu i szybszy powrót do zdrowia. Chirurg w trakcie zabiegu obserwuje zabieg na dwóch ekranach 3-D, co umożliwia zwiększenie dokładności operatora oraz zaoszczędzenie delikatnych nerwów otaczających prostatę. Zaawansowane technicznie zabiegi z użyciem robota wykonywane w ośrodku to między innymi niskoinwazyjna prostatektomia opracowana przez Dr. Menona oraz chirurgów VUI (prostatektomia "VIP" Vattikuti Institute Prostatectomy) oraz oszczędzający zabieg usunięcia guza nerki nerki przy pozostawieniu jej zdrowej części. W roku 2001 wykoknano ok. 100 operacji VIP, natomiast 2007 na całym świecie wykonano już ich ok. 30 000.

## Zespół Urologów Instytutu Vattikuti[10]
- Dr Mani Menon – Kierownik Instytutu Vattikuti
- Dr Craig G. Rogers – Kierownik Zakładu Chirurgii Nerki
- Dr Jack S. Elder – Kierownik Zakładu Urologii Dziecięcej
- Dr James O. Peabody – Starszy asystent
- Dr Hans J. Stricker – Starszy asystent

## Działalność badawcza i edukacyjna
Instytut prowadzi szeroką działalność badawczą i naukową a także stanowi ważny ośrodek podyplomowego kształcenia specjalizacyjnego lekarzy. Od roku 2004 Instytut Vattikuti organizuje coroczne Międzynarodowe Sympozjum Robotowej Urologii International Robotic Urology Symposium (IRUS).